# جورج هودسون
جورج هودسون (بالإنجليزية: George Hodgson)‏ (و. 1893 – 1983 م) هو سباح كندي، ولد في مونتريال، شارك في الألعاب الأولمبية الصيفية 1912، وسباحة في الألعاب الأولمبية الصيفية 1912 – رجال 400 متر سباحة حرة ‏، وسباحة في الألعاب الأولمبية الصيفية 1912 – رجال 1500 متر سباحة حرة ‏، توفي في مونتريال، عن عمر يناهز 90 عاماً.
.

## التعليم
تعلم في جامعة مكغيل.

## جوائز
حصل على جوائز منها:
- قاعة مشاهير السباحة العالمية  [لغات أخرى]‏.

## روابط خارجية
- جورج هودسون على موقع قاعة مشاهير السباحة العالمية (الإنجليزية)
- جورج هودسون على موقع اللجنة الأولمبية الدولية (الإنجليزية)
- جورج هودسون على موقع أوليمبيديا (الإنجليزية)
- جورج هودسون على موقع قاعة كيبيك للمشاهير الرياضية (الفرنسية)